# テレンス・ファハティ
テレンス・ファハティ（Terence Faherty、1954年 - ）は、アメリカ合衆国の作家、ミステリ小説家。

## 経歴
ファハティは、ニュージャージー州トレントンに生まれた。ライダー大学を卒業し、インディアナ州インディアナポリスの銀行で、テクニカルライターとして働き、その後も長く妻ジャン (Jan) とともに当地に住んでいる。1981年に最初の小説『折られた翼 (Deadstick)』を書いたが、出版社に断られて出版には至らなかった。1990年に、St. Martin's Press に手稿を再び持ち込むことになり、出版が実現した。
ファハティのデビュー作『折られた翼』は、エドガー賞にノミネートされた。『輝ける日々へ (Come Back Dead)』は、1997年のシェイマス賞長編賞（ハードカバー）を授与された。また、ファハティは、2005年のマカヴィティ賞短編賞を「スレインの未亡人 (The Widow of Slane)」で受賞している。

## 著書
ファハティは、主人公と時代設定が異なる、ふたつのミステリー・シリーズを書いている。

### 「オーエン・キーン」シリーズ
オーエン・キーン (Owen Keane) のシリーズは、現代を舞台にして、カトリック教会の神学校（聖マインラド大修道院の神学校を下敷きにしている）をドロップアウトした主人公が登場する。このシリーズには、7本の長編と短編集一冊がある。
- Deadstick - 1991
  - 『折られた翼』（安倍昭至訳、早川書房、ハヤカワ・ミステリ文庫） 1993年
- Live to Regret - 1992
- The Lost Keats - 1993 (a "prequel" to Deadstick)
  - 『若き聖者の罪』（安倍昭至訳、早川書房、ハヤカワ・ミステリ文庫） 1995年
- Die Dreaming - 1994
- Prove the Nameless - 1996
- The Ordained - 1998
- Orion Rising - 2001
- The Confessions of Owen Keane (short stories) - 2005

### 「スコット・エリオット」シリーズ
スコット・エリオット (Scott Elliott) を主人公とする作品は、かつての栄華が薄れていきつつあった第二次世界大戦後のハリウッドを舞台にしている。元俳優で、兵役から除隊後に私設警備員となった主人公が、シリーズを通して、誰かを護る役割を果たしながら、主人公自身がその栄華を担うかのような気概をもって、衰亡していくハリウッドを護ろうと奮闘する。
- Kill Me Again - 1996
  - 『キル・ミー・アゲイン』（三川基好訳、早川書房、ハヤカワ・ミステリ文庫） 2000年
- Come Back Dead - 1997
  - 『輝ける日々へ』（三川基好訳、早川書房、ハヤカワ・ミステリ文庫） 1999年
- Raise the Devil - 2000
- In a Teapot - 2005